# أياكو سونو
أياكو سونو (باليابانية: 曽野綾子) (17 سبتمبر 1931، كاتسوشيكا في اليابان)؛ كاتِبة وروائية يابانية.